# Дилбер Јова њиву оро/То су били дани среће
Дилбер Јова њиву оро/То су били дани среће је четрнаеста сингл-плоча певачице Снежане Ђуришић и друга која је објављена 1979. године. Објављена је у издању дискографске куће Београд диск. Први тираж је износио 5.000 примерака.

## Песме
| Страна | Песма                 | Аутори                                       |
| ------ | --------------------- | -------------------------------------------- |
| А      | Дилбер Јова њиву оро  | Милутин Поповић Захар (м), Боро Мајданац (т) |
| Б      | То су били дани среће | Радослав Граић                               |